# King's College de Londres
El King's College de Londres (informalmente conocido como King's o KCL) es una universidad pública de investigación del Reino Unido. Forma parte del sistema de la Universidad de Londres, el Grupo Russell y el grupo de universidades llamado Golden triangle, que hace referencia a las universidades más elitistas del Reino Unido. King's es la cuarta institución de educación superior más antigua de Inglaterra, fundada por el rey Jorge IV y el Duque de Wellington en 1829. En 1836, King's College se convirtió en uno de los dos centros fundadores de la Universidad de Londres.
El King's College de Londres es una universidad líder a nivel mundial, la cual obtuvo el puesto 16.º en el mundo (5.º en el Reino Unido y 6.º Europa) en el QS World University Rankings de 2013. La universidad oscila entre las 20 mejores del mundo, siendo reconocida como la mejor universidad del mundo en los estudios de Odontología, y la 2.º mejor en las asignaturas de Psiquiatría, Psicología y Enfermería según el US News Rankings de 2018, solo por detrás de la Universidad de Harvard. En los Rankings de mejor educación Europea, se sitúa en el 6.º puesto. A su vez, King's constituye el mayor centro de formación médica de Europa. Entre otras fortalezas de la universidad están sus asignaturas de Ciencias Sociales y Humanidades, obteniendo el 8.º puesto del mundo en Filosofía, 14.º en Literatura Inglesa, 14.º en Historia 15.º en Derecho, 15.º en Política y Relaciones Internacionales, 17.º en Teología, Religión y Ética y el 2.º puesto en la disciplina de Business en el Reino Unido.
King's también ha logrado destacar entre las universidades con mayor impacto global, obteniendo el 5.º puesto mundial según el Times Higher Education en el 2019, y el 9.º en el 2020. El ranking evalúa a los centros según sus habilidades para comprometerse con e influenciar a la sociedad.
El King’s College de Londres cuenta con 9 facultades independientes, esparcidas entre sus cinco campus universitarios (Strand, Waterloo, St Thomas, Denmark Hill y Guy’s), todos a orillas del Río Támesis. La más reciente de sus facultades es el King’s Business School, que al año de su inauguración ya ha sido reconocida como la mejor universidad de Londres en la carrera de Business Management, obteniendo a la vez el 2.º puesto en el ranking The Complete University Guide de 2019 para estudios de Administración de Empresas en el Reino Unido, solo por detrás de la Universidad de St Andrews. Además, el King’s Business School ha sido galardonado el premio a la institución de educación superior más emprendedora en 2018 por los premios de Times Higher Education.

## Egresados notables
Los graduados de King’s se encuentran entre los más empleables del mundo, con 14 Premios Nobel, 3 Premios Óscar, 3 Premios Grammy y 1 Premio Emmy hasta la fecha.

#### Alumnado y profesorado notable
- Adewale Akinnuoye-Agbaje, director, actor y modelo. Más conocido por sus papeles en Escuadrón Suicida, Lost y Juego de tronos, de HBO.
- Alain de Botton, fundador de "The School of Life".
- Anne Dudley, ganadora de un Oscar y conocida por sus composiciones musicales en las películas de The Full Monty, Mamma Mia: Here We Go Again y American History X entre otras.
- Arthur C. Clarke, autor inglés de ciencia ficción.
- Virginia Woolf, escritora inglesa.
- Boris Karloff, actor inglės, más conocido por interpretar el papel del Monstruo de Frankenstein en 1931. Ganador de un Grammy.
- Cicely Saunders, doctora, enfermera, escritora y activista.
- Derek Jarman, director de cine.
- Dina Asher-Smith, la mujer más rápida de Gran Bretaña de la historia.
- Eduardo López de Romaña, presidente de la República del Perú.
- Emily Berrington, actriz.
- Edmund Gwenn, ganador de un Oscar por su interpretación en Milagro en la calle 34
- Florence Nightingale, fundadora de la práctica de la Enfermería Moderna.
- Greer Garson, ganadora de un Oscar.
- Harriet Green, directora ejecutiva del IBM en Asia Pacifica.
- James Clerk Maxwell, científico que formuló la teoría clásica de la radiación electromagnética.
- John Deacon, bajista de la banda Queen
- John Keats, fue uno de los principales poetas británicos del Romanticismo.
- Joseph Lister, científico.
- Katherine Grainger, medallista olímpica.
- Kypros Nicolaides, médico pionero en medicina fetal y miembro de la Academia Nacional de Medicina de EE. UU.
- Maureen Duffy, poeta, novelista y una de las primeras activistas LGTB de la historia.
- Maurice Wilkins, Premio Nobel de Física por su trabajo con rayos X junto a Rosalind Franklin.
- Michael Collins, patriota y revolucionario irlandés.
- Michael Houghton, científico británico, ganador de un Premio Nobel de Medicina por el co-descubrimiento de la Hepatitis C y D en 1989 y 1986.
- Michael Levitt, Premio Nobel de Química por el desarrollo de modelos y programas informáticos que permiten entender y predecir el comportamiento de complejos procesos químicos.
- Michael Morpurgo, el aclamado escritor de la novela War Horse.
- Peter Asher, ganador de un Premio Grammy, músico y compositor.
- Peter Higgs, Premio Nobel de Física por su proposición en los años 1960 de la ruptura de la simetría en la teoría electrodébil
- Radclyffe Hall, poetisa y escritora de origen inglés.
- Rosalind Franklin, responsable de importantes contribuciones a la comprensión de la estructura del ADN (las imágenes por difracción de rayos X que revelaron la forma de doble hélice de esta molécula son de su autoría).
- Sarojini Naidu, primera gobernadora de las Provincias Unidas de Agria y Oudh entre 1947 y 1949.
- Sir John Eliot Gardiner, ganador de un Premio Grammy
- Thomas Hardy, novelista y poeta inglés, superador del naturalismo de su tiempo.
- Thomas Hodgkin, médico británico, considerado uno de los más prominentes patólogos de su tiempo y pionero en la medicina preventiva.
- Walter Owen Bentley, fundador de la empresa automovilística Bentley Motors Limited.

En septiembre de 2010, el Sunday Times eligió al King's College como la "universidad del año".

## Ubicación
Los 5 campus de King's College están situados a diferentes alturas Del Río Támesis. El Campus de Strand se encuentra a algo menos de diez minutos a pie de Covent Garden y la Plaza de Trafalgar. El Hospital y Campus de St Thomas esta a un puente de distancia del emblemático Big Ben y la Abadía de Westminster. A su vez, el Guy's Campus se encuentra a diez minutos a pie del famoso Tower Bridge y del Shard, el rascacielos más alto del este de Europa.